# Olivia Cooke
Olivia Kate Cooke (Oldham, Reino Unido, 27 de dezembro de 1993) é uma atriz britânica. Fez sua estreia na televisão na minissérie Blackout em 2012. É mais conhecida por ter interpretado Emma Decody na série televisiva Bates Motel (2013–2017). Apareceu nos filmes Me and Earl and the Dying Girl (2015), Ready Player One (2018), Sound of Metal (2019) e Pixie (2020). Atualmente atua como a versão adulta de Alicent Hightower na série da HBO, House of the Dragon.

## Biografia
Olivia Cooke nasceu e foi criada em Oldham, uma antiga cidade industrial têxtil em Greater Manchester, Inglaterra. Seu pai, John Cooke, é um policial aposentado; sua mãe, Lindsay Wilde, é uma representante de vendas e sua irmã Eleanor Rose Cooke atualmente é estudante. Lindsay e John se separaram quando Olivia era criança. 
Em sua infância, Cooke praticou ballet e ginástica, e começou a atuar quando tinha 8 anos de idade, em um programa de pós-escola de teatro em sua cidade natal, chamado de Oldham Theater Workshop. Cooke foi apenas parte do conjunto até os 17 anos, quando ela estrelou como Maria em uma produção escolar de West Side Story. Tempos depois, Cooke conseguiu seu primeiro e último papel de destaque para o Teatro Oldham, em "Inprom: The Musical", um remake de Cinderela. Em 2012, apareceu brevemente no vídeo "Autumn Term", feito pela banda One Direction na turnê Up All Night. 

## Carreira

### 2012–14: Começo de carreira
Depois que Cooke se apresentou no Oldham Theatre Workshop, Beverley Keogh, uma diretora de elenco ao lado de sua agência, garantiu seus papéis na televisão. Cooke estrelou todas as três minisséries da BBC em 2012: Blackout, como a filha do personagem de Christopher Eccleston, e The Secret of Crickley Hall, como uma jovem professora em um orfanato tirânico na década de 1940. Cooke afirmou que se sentia mais adequada para a televisão do que para o teatro, pois estava envergonhada pelos gestos exagerados às vezes necessários para atuar no palco. Apesar de novata, Cooke se destacou entre as atrizes europeias no cansativo processo de seleção de The Quiet Ones, que estreou em abril de 2014, dois anos após as filmagens.
Em 2012, seguindo The Quiet Ones, Cooke adquiriu um agente em Los Angeles. Depois de ler as descrições dos personagens para o contemporâneo Psycho Bates Motel da A&E, ela enviou uma fita de audição para o papel de Emma Decody. Três semanas depois, Cooke ganhou o papel de Emma, seu primeiro papel americano. Ela ficou originalmente desapontada quando os produtores fizeram Emma Mancunian, acreditando que era uma medida de segurança em relação ao seu sotaque. No entanto, auxiliado pelo ator inglês Freddie Highmore, que tem experiência anterior com sotaque americano, Cooke foi confundida como norte-americana. Cooke também contribuiu com vídeos curtos para o blog fictício de Emma.
O segundo longa-metragem de Cooke, The Signal, com Brenton Thwaites e Laurence Fishburne, estreou no Festival de Cinema de Sundance de 2014. Cooke estrelou como Haley Peterson, uma estudante americana do MIT que se transfere para o Caltech, que encontra ocorrências estranhas quando ela, seu namorado e sua melhor amiga são atraídos para o deserto por um hacker. Em outubro de 2014, Cooke liderou o elenco de Ouija, um filme de terror baseado no jogo de tabuleiro da Hasbro. O papel do protagonista, Laine Morris, foi um grande empreendimento para Cooke, que apareceu em quase todas as cenas. A história gira em torno de um grupo de amigos que usam o tabuleiro Ouija para contatar um amigo falecido, mas acabam despertando uma presença sombria. Apesar de ter sido criticado pelos críticos, Ouija foi um sucesso de bilheteria, arrecadando aproximadamente US$102,5 milhões em todo o mundo.

### 2015–presente: Estabelecimento como atriz e House of The Dragon
Cooke apareceu em seguida no filme de comédia dramática Me and Earl and the Dying Girl. Para o conto de maioridade de Jesse Andrews, que adaptou o romance original para o filme, Cooke raspou o cabelo para interpretar a protagonista feminina que luta contra a leucemia. O filme estreou no Festival de Cinema de Sundance, onde foi premiado com o Grande Júri e o Prêmio do Público. Também em 2015, Cooke dublou o Monstro do Lago Ness para um episódio de Axe Cop, que foi co-escrito por Nick Offerman, co-estrela de Me and Earl and the Dying Girl.

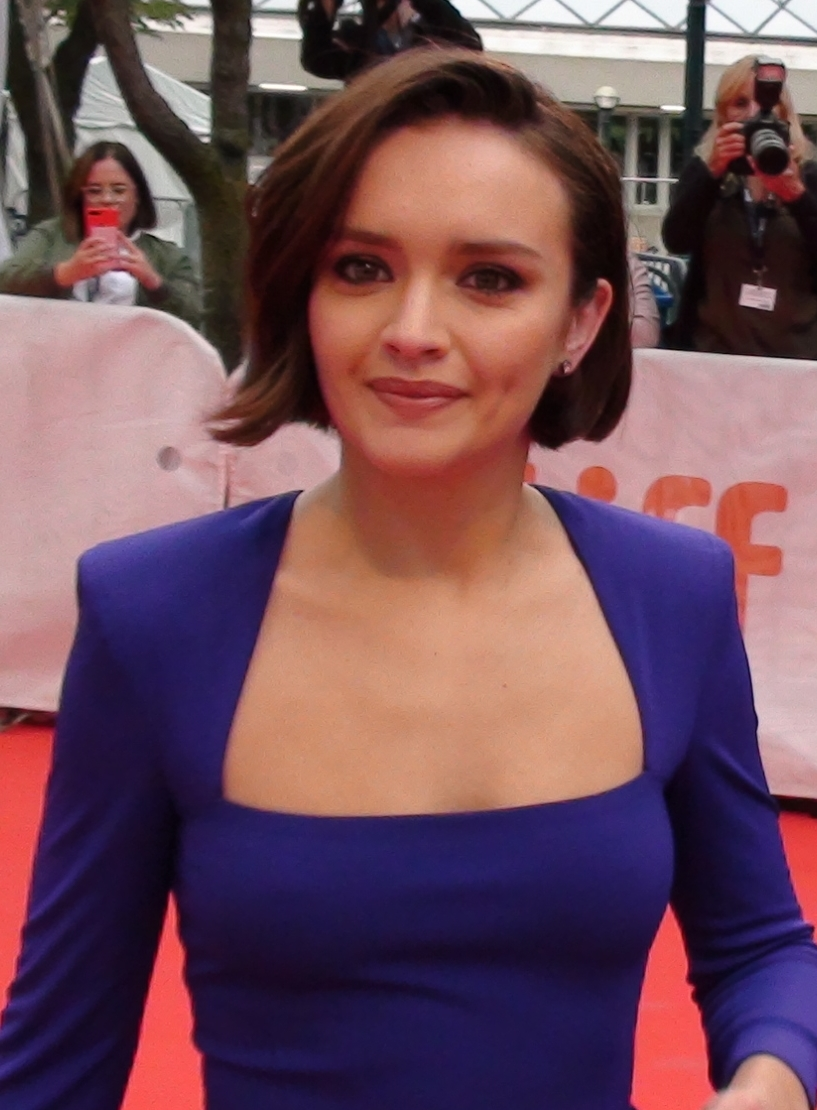
Cooke em 2018

Cooke interpretou o personagem-título no filme de drama independente Katie Says Goodbye, ao lado de Jim Belushi, Mireille Enos, Christopher Abbott e Mary Steenburgen. O filme gira em torno de Katie, uma garçonete de 17 anos que tenta superar a pobreza e começar uma nova vida em San Francisco recorrendo à prostituição. Em seguida, ela estrelou a adaptação cinematográfica de Dan Leno and the Limehouse Golem, um mistério de assassinato gótico, ao lado de Bill Nighy e Douglas Booth. Ambos os filmes estrearam no Festival Internacional de Cinema de Toronto de 2016. Cooke então estrelou o filme de suspense Thoroughbreds, ao lado de Anya Taylor-Joy e Anton Yelchin, que estreou no Festival de Cinema de Sundance de 2017.
Cooke estrelou como Artemis na aventura de ficção científica de Steven Spielberg Ready Player One, que foi lançada em março de 2018. Mais tarde naquele ano, ela apareceu ao lado de Oscar Isaac, Olivia Wilde e Samuel L. Jackson no filme de drama de relacionamento de Dan Fogelman Life Itself, e interpretou a personagem principal, Becky Sharp na produção da ITV de Vanity Fair.
Cooke estrelou o filme dramático Sound of Metal, ao lado de Riz Ahmed. O filme estreou no Festival Internacional de Cinema de Toronto de 2019 em 6 de setembro de 2019. Também em 2019, ela apareceu como Karla, uma sem-teto grávida dando seu bebê para adoção, na série de antologia de comédia romântica da Amazon Prime Video Modern Love. Na série Slow Horses da Apple TV+, Cooke aparece como o agente do MI5 Sidonie "Sid" Baker.Desde 2022 interpreta a versão adulta de Alicent Hightower na série televisiva da  HBO, House of The Dragon.

## Vida pessoal
Cooke é oprimida por seu sucesso em Hollywood: "Eu nunca pensei que isso iria acontecer, as pessoas sempre disseram que tem um plano B, mas atuar é o que eu sou boa." Ela também considera estranho quando antigos colegas de escola tornaram-se estranhos ao seu redor e chama de "ridículo" quando ela se vê em um outdoor. Ao fazer uma sessão de fotos para Ellemagazine, Cooke se chocou ao encontrar Jessica Chastain. Quando perguntado se ela teve a mesma reação com Laurence Fishburne, ela respondeu que tinha mantido-se profissional durante o trabalho e foi só temor depois. Cooke é amiga de Nicola Peltz e Freddie Highmore, considera o elenco de Bates Motel e produção, uma família longe de casa. No entanto, disse não estar considerando a residência permanente nos Estados Unidos: "É bom para trabalhar lá, mas eu não quero que a novidade se desgaste." Quando não está em um hotel em Los Angeles, ela às vezes fica com a mãe em Manchester, mas pretende se mudar para um apartamento em Londres.

## Filmografia

### Cinema
| Ano  | Título                         | Papel                    | Diretor(a)                  | Notas        | Ref. |
| ---- | ------------------------------ | ------------------------ | --------------------------- | ------------ | ---- |
| 2014 | Ruby's Skin                    | Ruby                     | Claire Tailyour             | Minissérie   |      |
| 2014 | The Quiet Ones                 | Jane Harper              | John Pogue                  |              |      |
| 2014 | The Signal                     | Haley Peterson           | William Eubank              |              |      |
| 2014 | Ouija                          | Laine Morris             | Stiles White                |              |      |
| 2015 | Me and Earl and the Dying Girl | Rachel Kushner           | Alfonso Gomez-Rejon         |              |      |
| 2016 | The Limehouse Golem            | Elizabeth “Lizzie” Cree  | Juan Carlos Medina          |              |      |
| 2016 | Katie Says Goodbye             | Katie                    | Wayne Roberts               |              |      |
| 2017 | Thoroughbreds                  | Amanda                   | Cory Finley                 |              |      |
| 2018 | Ready Player One               | Samantha Cooke / Artemis | Steven Spielberg            |              |      |
| 2018 | Follow the Roses               | Angela “Angie”           | Jen Steele                  | Minissérie   |      |
| 2018 | Life Itself                    | Dylan Dempsey            | Dan Fogelman                |              |      |
| 2019 | Sound of Metal                 | Louise “Lou” Berger      | Darius Marder               |              |      |
| 2020 | Pixie                          | Pixie O'Brien            | Barnaby Thompson            |              |      |
| 2021 | Little Fish                    | Emma Ryerson             | Chad Hartigan               |              |      |
| 2021 | Naked Singularity              | Lea                      | Chase Palmer                |              |      |
| 2022 | Fireheart                      | Georgia Nolan (dublagem) | Theodore Ty Laurent Zeitoun |              |      |
| ASL  | Mother's Milk                  |                          | Miles Joris-Peyrafitte      | Pós-produção |      |

### Televisão
| Ano           | Título                      | Papel                | Nota                    |
| ------------- | --------------------------- | -------------------- | ----------------------- |
| 2012          | Blackout                    | Meg Demoys           | Minissérie; 3 episódios |
| 2012          | The Secret of Crickley Hall | Nancy Linnet         | Minissérie; 3 episódios |
| 2013-2017     | Bates Motel                 | Emma Decody          | Elenco regular          |
| 2015          | Axe Cop                     | Monstro do lago Ness | episódio 21             |
| 2018          | Vanity Fair                 | Becky Sharp          | protagonista            |
| 2019          | Modern Love                 | Karla                |                         |
| 2022          | Slow Horses                 | Sidonie "Sid" Baker  | 3 episódios             |
| 2022-presente | House of the Dragon         | Alicent Hightower    | Protagonista            |

### Videoclipes
| Ano  | Título                      | Papel     | Notas                                    |
| ---- | --------------------------- | --------- | ---------------------------------------- |
| 2012 | Up All Night: The Live Tour | Estudante | "Autumn Term"; One Direction music video |